# 梶田站
梶田站（日语：／ Kajita eki */?）是位於廣島縣三次市甲奴町梶田字則永，西日本旅客鐵道（JR西日本）的福鹽線車站。

## 歷史
- 1963年（昭和38年）10月1日 - 福鹽線甲奴站至備後安田站之間新設此站。
  - 當時車站位於廣島縣甲奴郡甲奴町（日语：甲奴町）梶田字則永。
- 1987年（昭和62年）4月1日 - 伴隨國鐵分割民營化，車站由西日本旅客鐵道（JR西日本）營運。
- 2004年（平成16年）4月1日 - 隨著三次市（第二次）成立，車站地址改為廣島縣三次市甲奴町梶田字則永。

## 車站構造

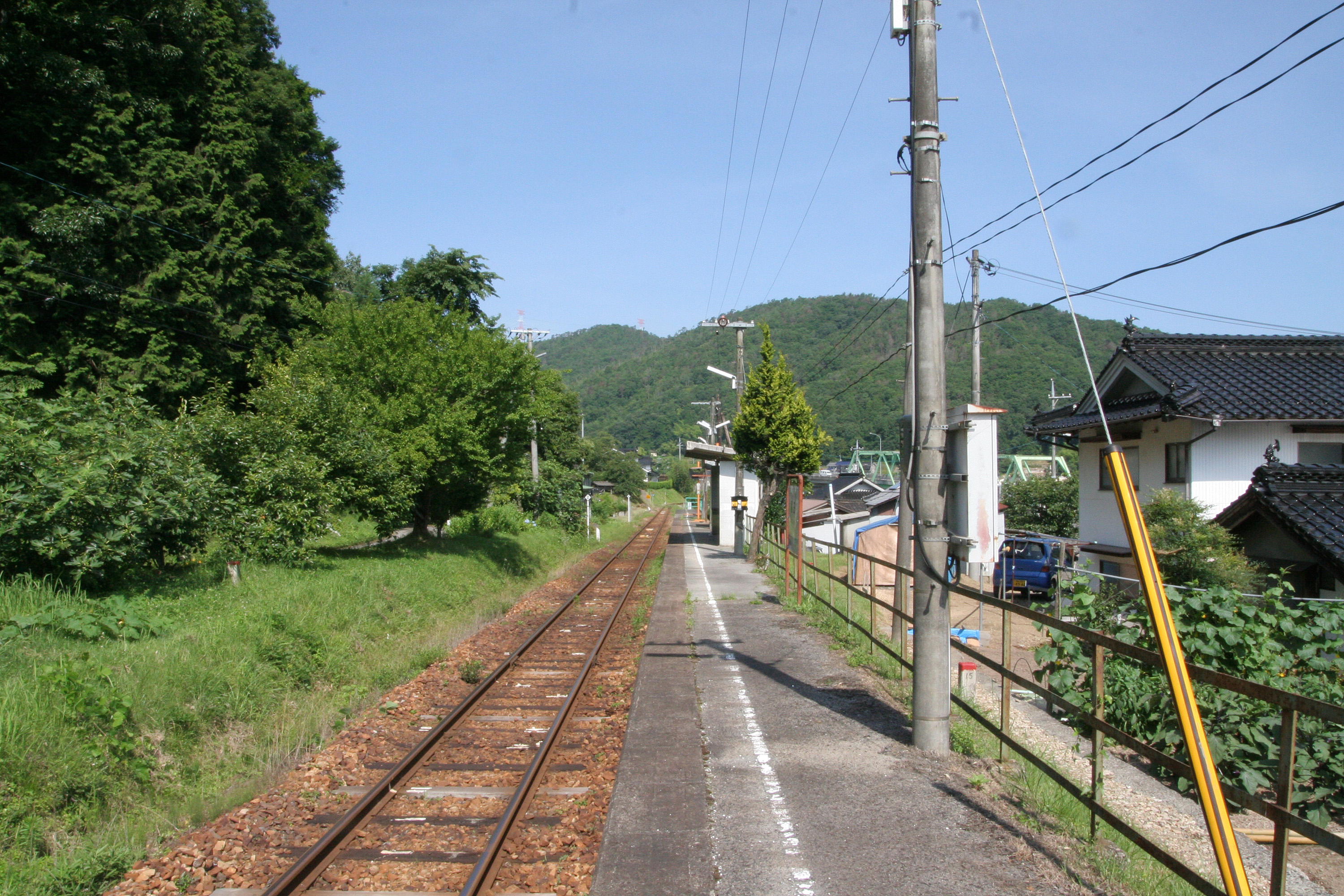
月台（2008年7月）

本站是地面車站，設有1面1線的單式月台。前往三次方向的列車會開啟右邊車門。此站是由三次鐵道部管理的無人車站。本站沒有站房，車站出入口直接連接月台，此站沒有自動售票機。於入口附近設有公廁。

## 利用狀況
以下為近年1日平均乘車人次列表。
| 年度               | 1日平均 乘車人次 | 參考資料 |
| ------------------ | ---------------- | -------- |
| 2002年（平成14年） | 16               | [ 1 ]    |
| 2003年（平成15年） |                  |          |
| 2004年（平成16年） |                  |          |
| 2005年（平成17年） |                  |          |
| 2006年（平成18年） |                  |          |
| 2007年（平成19年） |                  |          |
| 2008年（平成20年） |                  |          |
| 2009年（平成21年） |                  |          |
| 2010年（平成22年） |                  |          |
| 2011年（平成23年） | 16               | [ 2 ]    |
| 2012年（平成24年） | 14               | [ 2 ]    |
| 2013年（平成25年） | 10               | [ 2 ]    |
| 2014年（平成26年） | 9                | [ 2 ]    |
| 2015年（平成27年） | 11               | [ 2 ]    |
| 2016年（平成28年） | 9                | [ 2 ]    |
| 2017年（平成29年） | 4                | [ 2 ]    |

## 車站周邊
- 廣島縣道27號吉舍油木線（日语：広島県道27号吉舎油木線）
- 廣島縣道425号梶田三良坂線（日语：広島県道425号梶田三良坂線）

## 相鄰車站
西日本旅客鐵道（JR西日本）
 福鹽線
甲奴－梶田－備後安田

## 注腳
1. ↑  「飲食・小売の出店を科学する出店戦略情報局」之存檔數據
2. 1 2 3 4 5 6 7  國土數値情報 不同站的上下車人次數據

## 外部連結
- 梶田｜車站資訊：JR出門網 - 西日本旅客鐵道（日語）